# Marie Stuart, reine d'Écosse, recevant sa sentence de mort que vient de ratifier le Parlement
Marie Stuart, reine d’Écosse, recevant sa sentence de mort que vient de ratifier le Parlement est un tableau peint par Jean-Baptiste Vermay vers 1808.
Une version est conservée au Château de Malmaison à Rueil-Malmaison. Une autre est conservée à Arenenberg à Salenstein. En 2014, cette dernière est prêtée au Musée des beaux-arts de Lyon dans le cadre de l'exposition L'invention du Passé. Histoires de cœur et d'épée 1802-1850.

## Historique de l'œuvre
L'œuvre est tout d'abord acquise par l'impératrice Joséphine après le Salon de 1808. Par la suite, elle appartient à la collection de la reine Hortense à Constance, puis à Arenenberg. Cette œuvre a ensuite fait partie de la collection de Napoléon III, puis elle a été exposée à Malmaison en 1867. Elle est restituée par l’État français à l'impératrice Eugénie en 1881. Elle la lègue en 1906 au canton suisse de Thurgovie avec le domaine d'Arenenberg.